# Guadarrama
Guadarrama é um município da Espanha na província e comunidade autónoma de Madrid, de área 56,54 km² com população de 13607 habitantes (2007) e densidade populacional de 218,66 hab/km².

## Demografia
| Variação demográfica do município entre 1991 e 2004 | Variação demográfica do município entre 1991 e 2004 | Variação demográfica do município entre 1991 e 2004 | Variação demográfica do município entre 1991 e 2004 |
| --------------------------------------------------- | --------------------------------------------------- | --------------------------------------------------- | --------------------------------------------------- |
| 1991                                                | 1996                                                | 2001                                                | 2004                                                |
| 6902                                                | 7830                                                | 10546                                               | 12457                                               |